# Бутенопы
Бутенопы, также братья Бутеноп, Иоганн (Иван Николаевич, 1803-?) и Николай (Николай Николаевич, 1810—1881) — московские фабриканты XIX века. Иван Николаевич был известным часовщиком, на фабрике Бутенопов в 1851—1852 годах были изготовлены современные Кремлёвские часы.

## Биография
Родом из Голштинии, приехали в 1832 году (по другим сведениям, в 1830 году) в Москву и устроили там завод для изготовления земледельческих орудий и машин, принятый Московским обществом сельского хозяйства под своё покровительство, в котором начали изготовлять веялки нового устройства и молотилки, распространившиеся с течением времени, благодаря им, повсюду в центральных губерниях России. Министерство финансов Российской империи выдало им ссуду в 70 000 рублей ассигнациями на 25 лет без процентов. Это помогло Бутенопам значительно расширить своё производство. 
В январе 1853 года были возведены в потомственное почетное гражданство. 

## Фабрика
С 1846 года по 1860 год у них работало от 100 до 250 рабочих, в том числе 20—40 учеников из помещичьих имений, общая сумма продаж земледельческих орудий и машин, башенных часов и пожарных труб составила более 1 250 000 рублей. Бутенопы открыли склады (депо) в Киеве и Харькове. В 1857 году заведением братьев Бутенопов впервые были импортированы две передвижные паровые машины — одна из Англии в 10 лошадиных сил, другая из Берлина в 8 лошадиных сил, которые были проданы в Рязанскую и Тамбовскую губернии Селезнёву и князю Енгалычеву. 
Впоследствии Бутенопы стали перепродавать машины зарубежных производителей и открыли у себя постоянную выставку земледельческих машин и орудий, чем способствовали распространению их в российском сельском хозяйстве. 
В 1874 году завод был продан Э. Липгарту, значительно расширившему дело.

## Адреса в Москве
- Дом Бутенопов (с 1836 года; в 1874 году был приобретён Липгартами, и потому известен как дом Бутенопов-Липгарта, и по имени одного из более ранних владельцев как дом Лобанова-Ростовского) на Мясницкой улице, ныне дом 43[2]. В башне дома во времена Бутенопов были установлены куранты (ныне утраченные)[3].

## Интересные факты
Считается, что текст «Военных афоризмов» Козьмы Пруткова
Марш вперед! Ура… Россия!

Лишь амбиция была б!

Брали форты не такие

Бутеноп и Глазенап!
многократно упоминает Бутенопов (видимо, детей Н. Н. Бутенопа, которые служили в Российской армии). Создатели Пруткова, А. К. Толстой и братья Жемчужниковы, были хорошо знакомы с Бутенопами.
Дочь Н. Н. Бутенопа,  Ольга Николаевна Бутеноп, была мачехой лейтенанта Шмидта.